# 앙투안 콩부아레
앙투안 크릴론 콩부아레(프랑스어: Antoine Krilone Kombouaré, 1963년 11월 16일 ~ )는 프랑스의 전 축구 선수이자 축구 감독이며, 포지션은 수비수이다. 누벨칼레도니 출신으로, 카나크인이다. 종종 경기 도중 중요한 순간에 헤딩으로 득점을 만들어내며 '황금 투구'라는 의미의 카스크 도르(Casque d'Or)라는 별명을 얻었다.
1975년 누메아의 WS 플룸 누메아에서 청소년 경력을 보냈으며, 이후 1983년 FC 낭트로 이적해 프랑스 무대에 데뷔하였다. 그 뒤 1990년 파리 생제르맹 FC에 입단했으며, 입단 이후 알랭 로셰, 폴 르구엔, 히카르두 고메스와 함께 수비진을 구성해 팀의 1993-94 시즌 리그 우승 및 쿠프 드 프랑스 2회 우승(1992-93 시즌, 1994-95 시즌), 1994-95 시즌 쿠프 드 라 리그 우승 등에 공헌하였다. 또한 1992-93년 UEFA컵 당시 레알 마드리드 CF와의 8강 2차전에서 팀이 4-1로 승리하는 과정에서 마지막 골을 득점하며 팀이 합산 스코어 5-4로 4강에 진출하는 데 크게 기여하였고, 1994-95년 UEFA 챔피언스리그 당시 FC 바르셀로나와의 8강전에서 팀의 주장을 맡아 2차전을 승리로 이끌며 합산 스코어 3-2로 팀을 4강으로 이끌었다. 이후 1995년 스위스 슈퍼리그의 FC 시옹으로 이적했으며, 1996년 스코틀랜드 프리미어리그의 애버딘 FC로 팀을 옮겼다. 그 뒤 1998년 RC 파리에 입단해 프랑스 무대로 복귀했으며, 1999년 선수 은퇴를 선언하였다.
은퇴 이후 파리 생제르맹 FC의 리저브팀에서 활동하다 2003년 바히드 할릴호지치가 1군 감독으로 부임하면서 팀을 떠나 RC 스트라스부르의 감독을 맡았으나, 2004년 성적 부진으로 경질되었다. 이후 2005년 리그 2의 발랑시엔 FC 감독으로 선임되었으며, 부임 직후인 2005-06 시즌에 팀의 리그 2 우승을 견인하며 리그 1 승격을 이루었다. 승격 이후 3시즌동안 팀을 중위권에 유지시키며 안정적으로 관리하였으며, 2009년 파리 생제르맹 FC의 러브콜을 받은 뒤 감독에 취임하였다. 부임 첫 시즌인 2009-10 시즌에 쿠프 드 프랑스 결승에서 AS 모나코를 상대로 승리하며 팀에 우승을 안겼으며, 2010-11 시즌에도 쿠프 드 프랑스 결승에 진출하였으나 릴 OSC에 패하여 준우승에 머물렀다. 그 뒤 2010-11 시즌 도중 쿠프 드 라 리그와 UEFA 유로파리그 조기 탈락 등 성적 부진으로 팀의 단장인 레오나르두 아라우주에 의해 경질되었으며, 2012년 알힐랄의 지휘봉을 잡았으나 울산 현대와의 AFC 챔피언스리그 8강전에서 패해 탈락하는 등 저조한 성적으로 2013년 다시 팀을 떠났다. 이후 같은 해 리그 2의 RC 랑스의 감독으로 부임해 2013-14 시즌 팀의 준우승 및 리그 1 승격을 이끌었으나 성적 부진으로 2016년 경질되었으며, 그 뒤 EA 갱강, 디종 FCO, 툴루즈 FC의 감독을 차례로 거쳤다.